# Кутозубий тритон строкатий
Кутозубий тритон строкатий (Hynobius kimurae) — вид земноводних з роду Кутозубий тритон родини Кутозубі тритони.

## Опис
Загальна довжина становить 10,1—18,4 см. Голова широка, сплощена. Тулуб кремезний, масивний. Хвіст товстий. Має 13—14 реберних борозен. Кінцівки короткі. Задні лапи мають 5 пальців. Забарвлення пурпурно-чорного кольору з хаотичними цятками золотавого кольору. Черево того ж кольору, без цяток.

## Спосіб життя
Полюбляє гірську місцину. Зустрічається на висоті понад 1000 м над рівнем моря. Активний в нічний час доби або в похмурі дощові дні. Живиться дощовими хробаками, слимаками, павуками, різними дрібними комахами.
Період розмноження триває з початку лютого до початку квітня. Самиця відкладає від 13 до 51 яйця, які розміщені в яйцевих мішечках. Після появи личинки можуть залишатися протягом декількох днів або тижнів всередині мішка і виходять з кінця травня до середини червня. Метаморфози і поява сформованих тритонів проходити з кінця серпня по вересень або навесні і влітку наступного року.

## Розповсюдження
Мешкає у південно-західній частині острова Хонсю (Японія).